# Wilhelm Müller (poslanec Českého zemského sněmu)
Wilhelm Müller (10. dubna 1871 Vítkovice – po r. 1933) byl rakouský pedagog a politik německé národnosti z Čech, poslanec Českého zemského sněmu.

## Biografie
Vychodil trojtřídní vesnickou školu. Absolvoval měšťanskou školu v Jilemnici a Rokytnici a učitelský ústav v Trutnově. Složil zkoušky pro učitele na hospodářských pokračovacích školách a také v oboru německého těsnopisu na středních školách. Byl rovněž absolventem feriálních kurzů. Od 1. září 1890 působil jako prozatímní a od června 1895 coby definitivní učitel na měšťanské chlapecké a dívčí škole v Dolní Rokytnici. Od března 1893 byl rovněž pomocným učitelem na odborné tkalcovské škole. Byl zapisovatelem hospodářského spolku.
Zapojil se i do vysoké politiky. V zemských volbách roku 1901 byl zvolen na Český zemský sněm, kde zastupoval kurii městskou, obvod Rokytnice, Jilemnice. Uváděl se tehdy jako německý nacionální poslanec (Německá lidová strana). Zvolen zde byl i v zemských volbách roku 1908. Nadále patřil mezi německé nacionály.
V roce 1930 se uvádí, že jistý Wilhelm Müller z Německé nacionální strany byl zvolen starostou Rokytnice nad Jizerou. Wilhelm Müller se coby starosta tohoto města uvádí již roku 1923.